# Eddy Christiani
Eduard Christiani, detto Eddy (L'Aia, 21 aprile 1918 – Aalsmeer, 24 ottobre 2016), è stato un chitarrista, cantante, compositore e paroliere olandese, in attività  dalla seconda metà degli anni trenta fino al 2007, annoverato tra i pionieri nei Paesi Bassi (e probabilmente anche in Europa) per l'uso della chitarra elettrica.
Tra i suoi brani di maggiore successo figurano Daar bij de waterkant, Hoe je heette, Spring maar achterop, Tuney Tunes, Wild Geese, Sunny Madeira/Zonnig Madeira, ecc., alcuni dei quali sono stati reinterpretati da altri artisti.
A lui è intitolato il Premio Eddy Christiani.

## Biografia

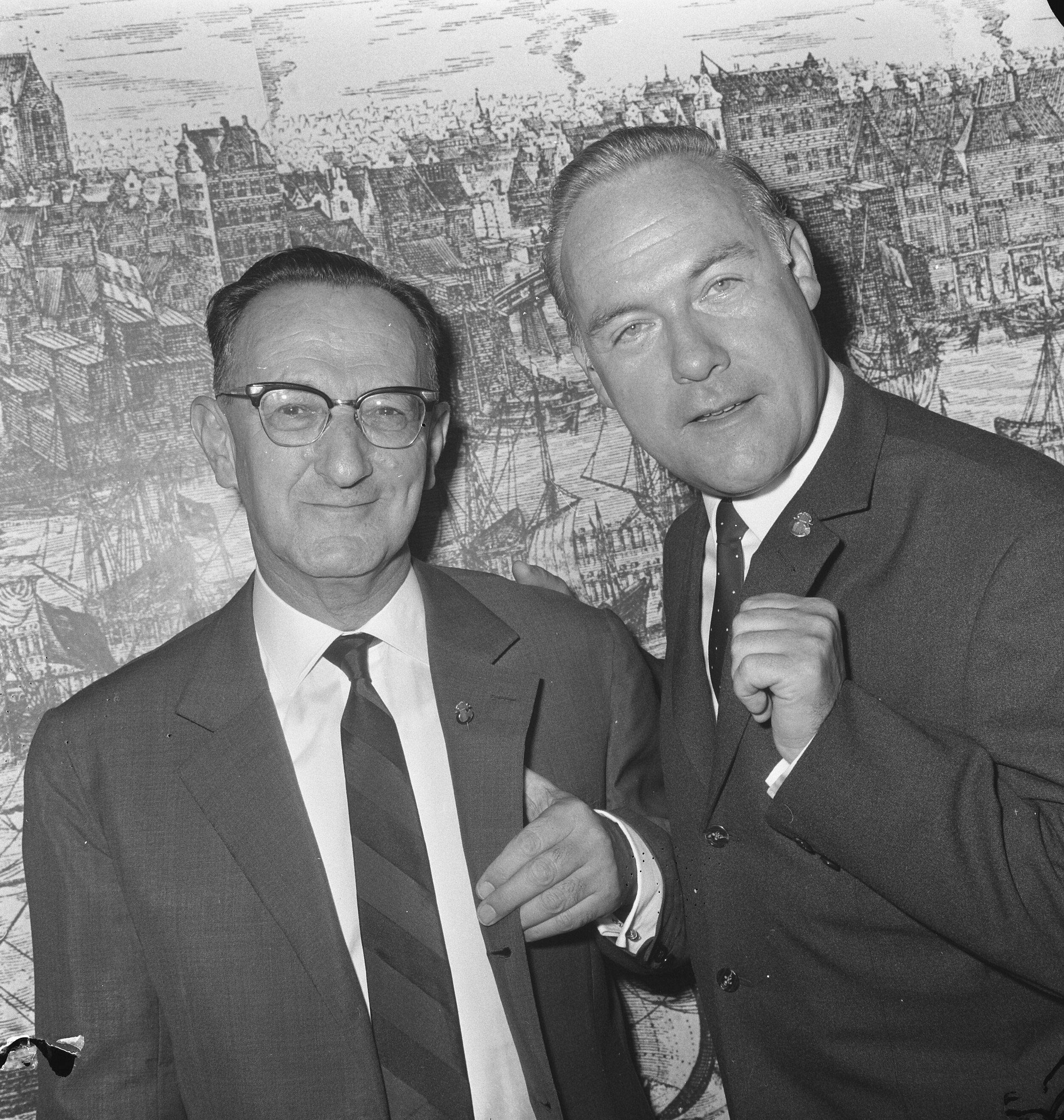
Eddy Christiani (a destra nella foto) assieme a Benedict Silberman alla cerimonia di consegna della Gouden Harp nel 1965

Eduard Christiani nasce a L'Aia il 21 aprile 1918.
Perde il padre in tenera età e a 12 anni si trasferisce con la madre ad Amsterdam, dove va ad abitare nella Reinier Claeszenstraat, nella zona occidentale della città.
Il 24 ottobre 1932, in occasione del suo quattordicesimo compleanno, riceve come regalo dal nonno Mathieu una chitarra acustica. Dopo essersi esercitato per tre mesi, organizza assieme all'amico Dick Maten (in seguito famoso con il nome Dick Wama ) un concerto nella Dacostaplein, durante il quale i due si esibiscono in una cover di  I'm Nobody's Sweetheart  del gruppo The Mills Brothers.
In seguito abbandona la scuola per dedicarsi all'attività di chitarrista. Il suo primo "ingaggio" ammonta a 50 centesimi per una sua esibizione ad una festa che si tiene ad Amsterdam.
Inizia la propria carriera professionistica nel 1936, quando entra a far parte dell'orchestra di John de Mol sr., John de Mol & His Swing Specials Due anni dopo, il 31 maggio 1938, fa il proprio debutto radiofonico, eseguendo il brano Blue Moon nel programma dell'emittente AVRO condotto da Frits Thors Licht en vrolijk.
Nel 1939 è il primo artista olandese ad esibirsi, segnatamente con il brano The Windmill, in un assolo di chitarra elettrica. Il modello da lui utilizzato è una nuova Epiphone Electar modello M, con la quale si sarebbe esibito anche negli anni successivi.
Nel corso della seconda guerra mondiale pubblica un brano, Ouwe Taaie (Yippy Yippy Yay), che viene colpito dalla censura nazista, in quanto giudicato dal sound "troppo americano"  e nel 1942 si vede costretto a trasferirsi in Belgio, Paese in cui la censura è meno rigida. In Belgio, dopo la liberazione della capitale Bruxelles, diventa membro dell'orchestra britannica The Army Troopers.
Poco dopo la fine della guerra, si esibisce per le truppe alleate di stanza in Germania.
Nel 1948, compone assieme a Frans Poptie (1918-2010) i brani Signorita Estralita e Op de woelige baren. Sempre assieme a Poptie fonda nel 1952 una propria orchestra, composta, oltre che da lui, da Harry de Groot, Coen van Orsouw , Willy de Wit, Tonny Herber e Bud van Hooren .
L'inizio degli anni cinquanta coincide anche con l'apice del successo: nel 1951, incide il brano Tuney Tunes, grazie al quale diventa uno degli artisti più popolari nei Paesi Bassi e nel 1952, grazie al singolo Zeemanshart, diventa il primo artista olandese a potersi fregiare di un disco d'oro.
Nel 1955, dopo aver concluso una pluriennale collaborazione con Frans Poptie, fonda una nuova orchestra "Eddy Christiani", della quale fanno parte anche Rinus van Galen, Freddy Verdo, Kees Noordijk, Bobby van Eekhout, Theo van Brinkom e John de Mol sr.
Nel 1963 pubblica un altro dei suoi brani di maggiore successo, Wild Geese. Due anni dopo viene premiato con la Gouden Harp ("Arpa d'oro") per la sua carriera.
Sempre nel 1965 torna a collaborare con Frans Poptie, per il quale è chitarrista nel primo album dell'artista e della sua orchestra.
In seguito, a partire dal 1966, è ospite per vari anni del programma televisivo Voor de vuist weg, condotto da Willem Duys. In seguito, a partire dal 1975 e fino al 1985, è conduttore del programma televisivo dell'emittente televisiva TROS Gitariteiten.
Nel 1977 viene insignito del titolo di cavaliere dell'Ordine di Orange-Nassau.
Nel 1999 esce una raccolta in tre CD, che contiene i suoi maggiori successi.
Abbandona le scene nel 2007, all'età di 89 anni, due anni dopo aver ricevuto l'Edison Oeuvreprijs: la sua ultima uscita in pubblico coincide con la tournée di addio "De engel op mijn schouder", che parte il 6 giugno.
Muore ad Aalsmeer il 24 ottobre 2016, all'età di 98 anni, dieci anni dopo l'istituzione del premio intitolato a suo nome.

## Discografia parziale

### Album
- 1968: Continental Tour
- 1969: 14 populaire successen
- 1973: Guitar Talk
- 1983: Als nooit tevoren
- 1988: Hipe, Hiep, Hoera…!

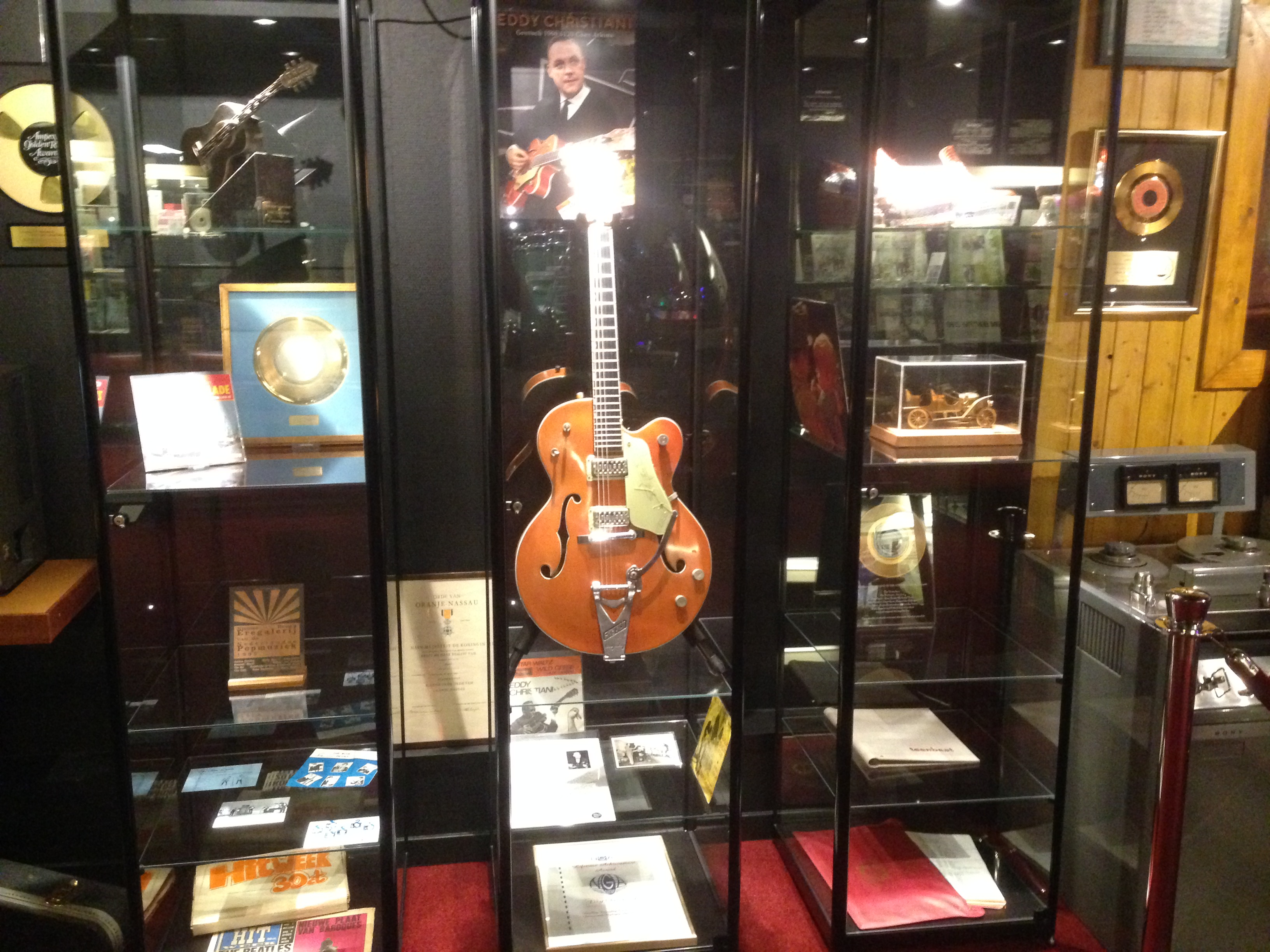
La chitarra elettrica di Eddy Christiani esposta al Museum RockArt di Hoek van Holland

- 1989: Het beste van Eddy Christiani & Max van Praag (con Max van Praag)
- 1995: Favorieten van Eddy Christiani & Max van Praag
- 1995: Licht luchtig en vrolijk
- 1995: Zonnig Madeira - Deel 1
- 1995: Favorieten van toen
- 1995: Terug naar toen : Vol.1
- 1999: De Onvergetelijke Eddy Christiani
- 2003: Het beste van Eddy Christiani

## Programmi televisivi
- 1966-?: Voor de vuist weg
- 1975-1985: Gitariteiten (conduttore)

## Premi e riconoscimenti
- 1965: Gouden Harp[1][3]
- 1989: De Gouden Amsterdammer[1]
- 2005: Edison Oeuvreprijs[1][2][5]